# 납읍초등학교
납읍초등학교는 대한민국 제주특별자치도 제주시 애월읍 납읍리에 있는 공립 초등학교이다.

## 학교 연혁
- 1946년	9월 1일 납읍초등학교 설립인가 개교
- 1948년	12월 17일 4·3사건으로 전 교사 전소 폐교
- 1954년	4월 15일 현 위치에 개교
- 1990년	2월 28일 1991학년도부터 분교장 대상 학교로 통보 받음
- 2000년	3월 14일 병설유치원 개원
- 2014년	3월 1일 제26대 문명자 교장 부임
- 2016년	3월 1일 6개학년 7학급 편성
- 2017년	2월 10일 제67회 졸업(졸업생 2,162명)
- 2018년 3월 1일 신금이 교장선생님 부임
- 2019년 1월 31일 제69회 졸업(졸업생 2,210명)
- 2019년 3월 1일 제주형 자율학교(다혼디배움학교) 재지정 운영(~2023. 2. 28.)

## 참고 자료
- 납읍초등학교 - 한국교육학술정보원 학교알리미